# Iris Club de Croix
Actualités
L'Iris Club de Croix, ou simplement IC Croix, est un club de football français basé à Croix et issue de la fusion en 1952 de l’Amicale et du Celtic Club Croisien, sous le nom d'Iris-Club Croisien, avant que ce dernier ne prenne en celui d'Iris Club de Croix.
Le club est présidé depuis 2010 par Patrice Weynants. L'équipe première, entraînée par Jérémy Dos Santos depuis 2021, évolue lors de la saison 2023-2024 en National 3.

## Histoire
Le 12 mai 1952, est déclaré à la préfecture de Lille, le club Iris-Club Croisien dont le siège social et au 93, rue Jean-Jaurès à Croix. Ce club est né de la fusion de l’Amicale et du Celtic Club Croisien. Le club hérite du nom d’un ancien club de Croix, l'Iris Club Croisien, créé en 1902 et vainqueur du championnat de France de football FCAF du Nord en 1910. Avec cette fusion se distinguent certains noms déjà connus : Chalansonnet, Junker, Debuck, Ryl, Renard, Bonvarlet. Lors de cette période historique, plusieurs succès sont à noter chez les jeunes avec la présence de Maximilien Popiolek et Jean-Luc 
Groillon au célèbre concours du jeune footballeur à Paris.
En mai 1957, la ville de Croix et le club s’investissent pour pérenniser le Tournoi européen de football cadets, qui deviendra un tournoi international et dont participera les plus grandes équipes mondiales. Pendant plus d'un demi-siècle, le tournoi des moins de 17 ans a rythmé le week-end de la Pentecôte, avec ses équipes issues des meilleurs clubs mondiaux et sa parade en ville. Cette année là, le club compte 65 joueurs séniors, 45 joueurs juniors, 60 joueurs cadets, 80 joueurs minimes, répartis dans 18 équipes et une école de football regroupant 180 joueurs poussins.
Le club fête ses 10 ans en 1962, avec 198 licenciés et 12 équipes. En 1973, l'Iris devient le premier club du District avec 505 licenciés dont 400 jeunes. Deux ans plus tard, le club enregistre 25 équipes. L’ensemble des équipes évolue en Honneur mais les Séniors A stagnent en 1ère division. Jacques Debuck devient Président en 1976 et s’entoure de Lucien Dubus et de Roland Weynants.
En 2003, le terrain synthétique est inauguré, l’un des premiers du Nord. La même année, le président Jacques Debuck démissionne et Alain Penet accepte alors de prendre la suite avec François Vilquin comme président délégué.
En 2006, les Séniors A accèdent à la Promotion Honneur Régionale (PHR). Sur sa lancée, l'équipe première montera successivement en Promotion Honneur (PH) en 2007, puis en Division Honneur Régionale (DHR) en 2008, avant d'accéder à la Division Honneur (DH) en 2009. Les Séniors A terminent 4ème pour leur première participation en DH. Les Séniors B quant à eux accèdent au niveau Ligue.
En 2010, Patrice Weynants succède à Alain Penet et devient donc le 5ème président de l’Iris Club de Croix Football. Avec la montée des U15 et des U13 pour clore la saison 2009/2010, toutes les équipes A en jeunes jouent en Ligue, pour la première fois de l'histoire du club.
Le 29 mai 2011, l'équipe fanion est officiellement promue en CFA2. Le 30 juin de cette même année, les joueurs réalisent un doublé historique : Champions de DH et Vainqueurs de la Coupe de la Ligue.
En 2012, les Séniors B montent en Promotion Honneur Ligue, tandis que les U19 sont quant à eux promus en Honneur Ligue.
Pour la saison 2012/2013 toutes les équipes A jeunes jouent en Ligue, c’est inédit ! L’effectif passe à 600 membres. Le 2 novembre 2012 a lieu la fusion avec Croix Stadium : le nom officiel du nouveau club devient Iris Club de Croix Football, nom transformé par la FFF en Croix Football Iris Club.
Le 17 novembre 2012 se tiendra l'inauguration du nouveau terrain d’honneur Jacques DEBUCK transformé en synthétique dernière génération avec mise aux normes FFF. Autre nouveauté : l’éclairage qui autorise également des matchs en nocturne.
Le 21 janvier 2014, l'équipe fanion participe aux 16ème de finale de la Coupe de France contre le LOSC. Les professionnels s'imposent 3-0 grâce à des buts de Kjaer, De Melo et Origi. Le 26 juillet de la même année, l'équipe est sacrée Championne de France de CFA2, actant ainsi sa montée en CFA (actuelle National 2).
Le 10 février 2015 a lieu la réception de l’US Concarneau (CFA) en 8ème de finale de Coupe de France (défaite aux TAB). Pour sa première saison dans le Championnat de France Amateur, l'équipe termine 4ème de son groupe.
L'année suivante, elle se hissera à la 2ème place du groupe A de CFA (saison 2015/2016).
En janvier 2017, le club hérite d'un nouveau tirage historique : pour les 32èmes de finale de Coupe de France, l'équipe évoluera au Stadium Nord face à l’AS Saint-Etienne (défaite 4-1).
La saison 2018/2019 sera quant à elle marquée par un nouveau parcours dans cette compétition :
- 7ème tour de Coupe de France : Qualification à Henri Seigneur contre le Paris FC (L2) sur le score de 1-0.

- 8ème tour de Coupe de France : Qualification à Boulogne-sur-Mer (National) aux TAB.

- 32ème de finale de Coupe de France : Qualification à Henri Seigneur contre l’US Raon-l’Etape (N3) sur le score de 2-0.

- 16ème de finale de Coupe de France : Qualification à Marignane (National) aux TAB.

- 8ème de finale de Coupe de France : Eliminé par Dijon FCO (L1) sur le score de 3-0 au Stade Henri Seigneur.

En marge de ce parcours, l'équipe première terminera à la 6ème place de son groupe de National 2.
Lors de la saison 2019/2020, le championnat de National 2 est définitivement arrêté à la 21ème journée à cause de l'épidémie de COVID-19. L'équipe est reléguée en National 3 pour la saison suivante.

## Bilan sportif

### Palmarès
- Promotion d'Honneur Régionale en 2007
- Promotion d'Honneur en 2008
- Division d'Honneur Régionale en 2009
- Division d'Honneur en 2011
- CFA 2 : Vainqueur de groupe et champion en 2014

### Parcours en Coupe de France
Le meilleur résultat du club reste lors de l'édition 2014-2015 où le club parvient à rallier les 8es de finale,, éliminé face à un club de la même division et habitué à la Coupe de France, l'US Concarneau.
La performance est égalée le 23 janvier 2019, avec une seconde qualification pour les 8es de finale de la coupe de France aux dépens de Marignane Gignac (National), sur le score de 0-0 t.a.b.(3-4). Croix perd ensuite sur un score de 3-0 face à Dijon en 8ème de finale de l'édition 2018-2019.
Lors de la coupe de France 2016-2017, Croix se hissa jusqu’au 32e de finale, mais s’inclina 1-4 contre l’AS Saint-Étienne.

## Personnalités du club

### Présidents
Jacques Debuck préside le club de 1976 à 2003. Alain Penet lui succède, avant que Patrice Weyants ne prenne le relais en 2010.

### Entraîneurs
- 2012-2019 :  Jean Antunes
- 2019-oct. 2021 :  Reynald Dabrowski
- depuis oct. 2021 :  Jérémy Dos Santos

## Structures du club

### Stade
Depuis sa création, l'IC Croix évolue au stade Henri Seigneur, à Croix, qui possède deux terrains : le terrain Jacques-Debuck, en l'honneur du président du club de 1976 à 2003, et un terrain synthétique.

### Statut juridique et légal
Le club est affilié sous le numéro 563663 à la Fédération française de football, à la Ligue du Nord-Pas-de-Calais et au district de Flandre.
Présidé par Patrice Weynants, le club a pour correspondant, secrétaire général, correspondant du district et responsable des jeunes, Jérémy Dos Santos, ainsi que pour trésorier, Giancarlo Marozzo, et pour responsable sécurité Éric Lora, secondé par Gérard Lamerand.

## Culture populaire

### Groupe de supporters
Les Irréductibles Croisiens est un groupe de supporters formé autour de quatre personnalités locales et vise à supporter et soutenir l'IC Croix.